# Enterprise (Oregon)
Enterprise – miasto w Stanach Zjednoczonych, w stanie Oregon, w hrabstwie Wallowa.